# 上丸渕站
上丸渕站（日语：／ Kami-Marubuchi eki */?）是位於愛知縣稻澤市祖父江町三丸渕鄉前，屬於名古屋鐵道（名鐵）的尾西線車站。車站編號為「BS05」

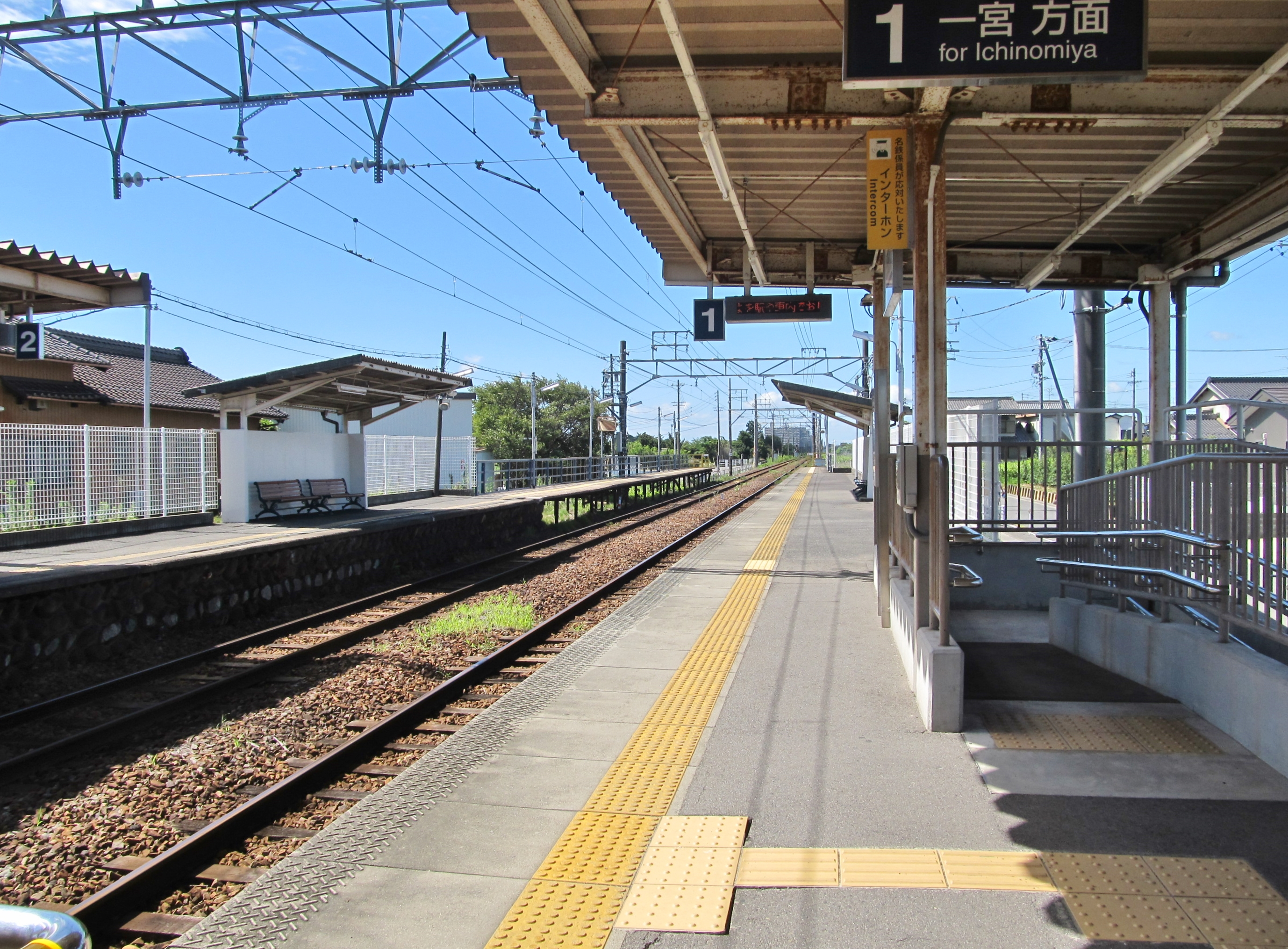
月台(2022年7月)

## 歷史
- 1924年（大正13年）10月1日 - 尾西鐵道車站啟用[1]。
- 1925年（大正14年）
  - 1月1日 - 開設貨物運輸業務[2]
  - 8月1日 - 隨著尾西鐵道被收購，此站成為名鐵尾西線車站。
- 1962年（昭和37年）度 - 終止貨物業務[3]。
- 1971年（昭和46年）3月1日 - 成為無人車站[4]。
- 2008年（平成20年）3月14日 - 車站可以使用「Tranpass」。
- 2011年（平成23年）2月11日 - 車站可以使用「manaca」IC卡。
- 2012年（平成24年）2月29日 - 車站不再可以使用「Tranpass」。

## 車站構造
本站是地面車站，設有2面2線的相對式月台。在尾西線名鐵一宮至津島站之間，只有此站至津島站之間完全為雙線鐵路（此站至森上站之間部分區間為單線）。本站的月台在新站房建成前設有兩個上蓋。

### 月台
| 月台 | 路線                     | 方向 | 目的地       | 備註                                         |
| ---- | ------------------------ | ---- | ------------ | -------------------------------------------- |
| 1    | 尾西線（名鐵一宮〜津島） | 下行 | 名鐵一宮方向 | 在舉行尾張津島天王祭時，部分列車前往森上     |
| 2    | 尾西線（名鐵一宮〜津島） | 上行 | 津島方向     | 平日早上設有經津島前往須口、名古屋方向的班次 |

### 配線圖
| ← 一宮方向      | 上丸渕站 站內配線略圖 | → 津島方向 |
| 图例 参考文献： |                       |            |

## 利用狀況
- 在「移動等圓滑化取組報告書」中提及在2019年度，當時1日平均上下車人次為1,046人[8]。
- 在中提及在2013年度，當時1日平均上下車人次為1,081人，為名鐵所有車站（275站）排名第216，尾西線（22站）中排名第16[9]。
- 在中提及在1992年度，當時1日平均上下車人次為808人，為除岐阜市內線均一車費區間內各站（岐阜市內線、田神線、美濃町線徹明町站至琴塚站之間）外名鐵所有車站（342站）中排名第240，尾西線（23站）中排名第18[10]。
- 在《稻澤之統計》中，以下為1日平均上下車人次變化[11]。

| 年度   | 1日平均 上下車人次 |
| ------ | ------------------ |
| 2011年 | 1,012              |
| 2012年 | 1,067              |
| 2013年 | 1,081              |
| 2014年 | 1,095              |
| 2015年 | 1,098              |
| 2016年 | 1,083              |
| 2017年 | 1,080              |
| 2018年 | 1,094              |
| 2019年 | 1,046              |

## 車站周邊
- 上丸渕簡易郵局
- 明喜寺
- 國道155號（日语：国道155号）
- 西溝口城（日语：西溝口城）蹟

## 相鄰車站
名古屋鐵道
 尾西線
丸渕（BS04）－上丸渕（BS05）－森上（BS06）

## 註腳
1. ↑  「地方鉄道駅設置並営業哩程変更」『官報』1924年10月16日（國立國會圖書館數碼化資料）
2. ↑  「地方鉄道貨物運輸営業開始」『官報』1925年1月15日（國立國會圖書館數碼化資料）
3. ↑  名古屋鉄道広報宣伝部（編）. . 名古屋鉄道. 1994: 340 （日语）.
4. ↑  寺田裕一. . Neko出版. 2013: 257. ISBN 978-4777013364 （日语）.
5. ↑  上丸渕駅 - 電車のご利用案内 （页面存档备份，存于）（日語），2019年3月23日參閲
6. 1 2  駅時刻表：名古屋鉄道・名鉄バス （页面存档备份，存于）（日語），2019年3月23日參閲
7. ↑  電氣車研究會，『鐵道畫刊』通卷第816號 2009年3月 臨時特刊號 「特集 - 名古屋鉄道」，卷末附有「名古屋鉄道 配線略図」
8. ↑   (PDF). 名古屋鉄道.   [2021-05-22]. （原始内容存档 (PDF)于2021-01-22） （日语）.
9. ↑  名鐵120年史編纂委員會事務局（編）. . 名古屋鐵道. 2014: 160–162 （日语）.
10. ↑  名古屋鐵道廣報宣傳部（編）. . 名古屋鐵道. 1994: 651–653 （日语）.
11. ↑  稲沢の統計2021 （页面存档备份，存于）（日語） - 稻澤市

## 外部連結
- 上丸渕 - 名古屋鐵道